# Magentapetrell
Magentapetrell (Pterodroma magentae) är en akut utrotningshotad fågel i familjen liror inom ordningen stormfåglar som enbart häckar i Chathamöarna utanför Nya Zeeland.

## Utseende
Magentapetrellern är en medelstor petrell med en kroppsläng på 38 centimeter. På ovansida, huvud, stjärt och övre delen av bröstet är den enhetligt brungrå, medan nedre delen av bröstet, buken och undersidan av stjärten är vit. Vingens undersida är brun, men är blekare på handpennorna. Benen är rosa, fötterna rosa där fram men svart längre bak och näbben är svart.

## Utbredning och systematik
Fågeln häckar på några få platser på sydvästra Chathamön i ögruppen Chathamöarna utanför Nya Zeeland. Utanför häckningssäsongen lever den pelagiskt över ett stort område som sträcker sig från Tasmanska havet till sydamerikanska västkusten. Den behandlas som monotypisk, det vill säga att den inte delas in i några underarter.

## Levnadssätt
Fågeln häckar i en fragmenterad koloni i tätskog fyra till sex kilometer inåt land. Där gräver den upp till fem meter långa tunnlar. Häckning sker mellan september och maj. Hanar kan bebo tunnlarna ett till tre år innan den formar par, medan icke-häckande honor mycket sällan besöker kolonin. Paren håller ihop livet ut och lägger ett ägg per år som ruvas av båda föräldrar. Efter kläckning klättrar ungarna upp i träden och tar sig därifrån ut till havet. Ringmärkning visar att hanar återvänder till kolonin vid en ålder av tre till tio år, honor fyra till nio år och första häckningen sker vid fem års ålder. Födan är dåligt känd, men tros omfatta bläckfisk och fisk. 

## Status
Arten var länge bedömd som utdöd men återupptäcktes 1978, 111 år efter att den första gången beskrevs. Studier indikerar att den en gång var vanlig och att den genomgått en kraftig historisk minskning. Population 1992 bestod av ungefär 50 fåglar. 1994 observerades bara fyra häckande par. Efter skyddsåtgärder har populationen ökat något. Under häckningsperioden 2006 uppskattas antalet häckande par till 25 och perioden 2009/2010 till 17. IUCN kategoriserar arten som akut hotad.

## Namn
Fågelns svenska och vetenskapliga artnamn kommer av det italienska krigsskeppet Magenta som färdades jorden runt 1865-1868 under ledning av Vittorio Arminjon.